# Мовний пуризм
Мовний пуризм, або лінгвістичний протекціонізм (також чистомовство) — нормативний напрям у літературній мовній політиці, скерований на усунення синкретизму граматичних елементів, запозичених слів та інших неорганічних іншомовних елементів (етранжизмів), головним чином у лексиці, словотворенні й синтаксисі, та заміну їх неологізмами чи народномовними конструкціями.
Мовний пуризм часто з'являється як протидія мовному занепаду і є проявом небажаної подібності з іншими мовами. Така небажана подібність нерідко з'являється із сусідніми мовами, чиї носії є культурно чи політично домінуючими. Абстрактний ідеал може цитувати логіку, ясність, чи граматику «класичних» мов. Мовний пуризм часто представляють як консервативний, як «захист» мови від «агресії» інших мов, чи як «збереження» національного духу, але часто він є інновативним в описі нового стандарту.
Мовний пуризм не треба плутати з терміном «відродження мови».

### Пуризм у радянській Україні

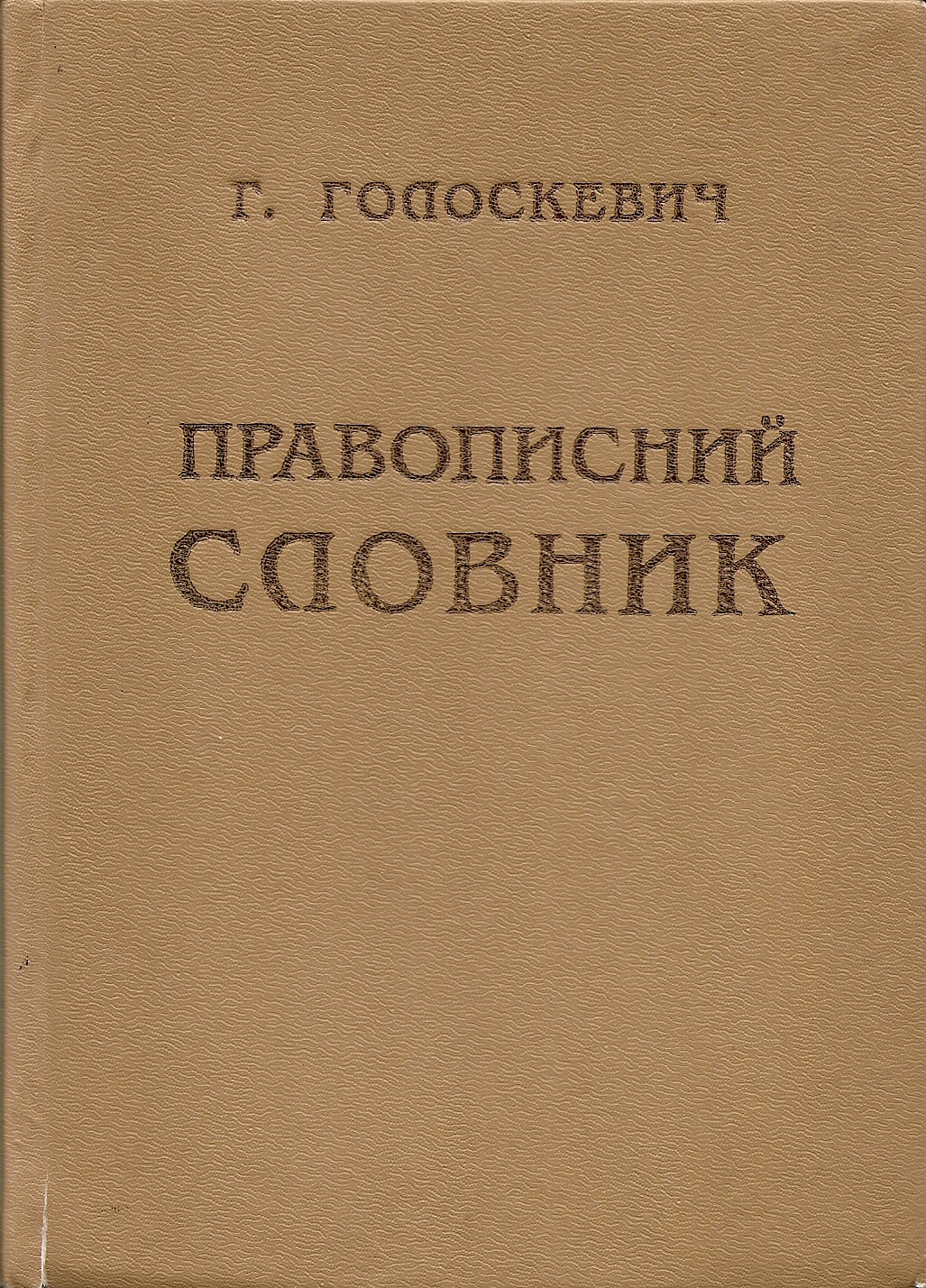
Палітурка дванадцятого видання Правописного словника, 1994